# Maurice Pescatore
Maurice Pescatore, né le 6 mars 1870 à Labarde (France) et mort le 30 avril 1928 à Dakar (Sénégal), est un industriel, un responsable du sport, un auteur et un homme politique luxembourgeois, membre de la Ligue libérale (LL),,. 

## Biographie
Maurice Pescatore est né au domaine viticole du Château Giscours près de Margaux. Il est le fils de Jean-Pierre Pescatore (1846-1905) et d'Isabelle Nothomb (fille de Jean-Baptiste Nothomb).
En 1896, il épouse Gabrielle Barbanson (la sœur de Gaston Barbanson).
De 1898 à 1915, il est directeur d'une faïencerie à Rollingergrund, dont il devient également bourgmestre en 1905. En tant que directeur de la faïencerie, il est membre de la Chambre des députés.
Maurice Pescatore est un homme politique libéral et est élu à la Chambre des députés en 1908 en tant que membre de la Ligue libérale, où il est rapporteur en 1912 pour la loi controversée sur les écoles. En 1918, il rejoint le syndicat économique et du personnel belge dirigé par le roi Albert. À la suite du référendum de 1919 en faveur de la Grande-Duchesse Charlotte, il cesse de se porter candidat à la Chambre en 1919.
Maurice Pescatore est un ami du baron de Coubertin et, depuis 1910, membre du Comité international olympique. Il a été cofondateur du Comité olympique luxembourgeois en 1912 et son président en 1922-1925. De Rollengergronn, il s'est rendu au Scheedhof où il a vécu en tant que gentleman-farmer et d'où il a fait de longs voyages en Europe et en Afrique. Il était propriétaire de plantations de café en Abyssinie (aujourd'hui en Éthiopie).
De retour d'Afrique, il est décédé à 58 ans à bord de l'Albertville.

## Décorations
- Officier de l'ordre de Léopold[2] (Belgique)
- Officier de l’ordre de l’Étoile polaire[2] (Suède)
- Chevalier de la Légion d'honneur[2] (France)
- Médaille du roi Albert[2] (Belgique)
- Médaille d'or de la Reconnaissance française[2] (France)

## Publication
- Maurice Pescatore (préf. Pierre de Coubertin), Chasses et voyages au Congo, 1932 (BNF 31972985, lire sur Wikisource, lire en ligne)